# جامع حمدان البز
جامع حمدان البز هو من مساجد العراق القديمة الأثرية التي بنيت في عهد الدولة العثمانية في عام 1329هـ/1911م، ويقع في قرية (حمدان البز) التابعة لقضاء أبي الخصيب، وجرى تجديد بنائهِ وصيانته عدة مرات كان آخرها على نفقة عائلة آل الذكير في عام 1381هـ/ 1962م، وقد شمل التجديد والتعمير الحرم والسقف والجدران، ثم اعيد بنيانه وهدم على حساب المحسنة (فتحية العوجان) في عام 2003م، وتقدر مساحته بحوالي 500 متر مربع ويبلغ طول الحرم ثمانية أمتار وعرضه 16 متراً ويقوم على أعمدة مبنية من الكونكريت، وتحيطه النوافذ من جانبي المصلى، ولهُ محراب مستطيل الشكل مبني من الطابوق وعن يمينه منبر له سياج من الخشب الصاج، ويحتوي المبنى خارج الحرم على ساحة تحتوي على غرفة للامام ودار لسكنهِ، وتعلو المسجد منارة مئذنة رائعة الطراز بتصميم حديث ومبنية بالطابوق والاسمنت ومضلعة الشكل وارتفاعها حوالي 25 متراً.
وتقام في الجامع حالياً صلاة الجمعة وصلاة العيدين والصلوات الخمس، ومن نشاطاتهِ إقامة دورات حفظ القرآن الكريم لطلبة المدراس في العطلة الصيفية.